# Paraphotistus baerii
Paraphotistus baerii là một loài bọ cánh cứng trong họ Elateridae. Loài này được Kuschakewitsch miêu tả khoa học năm 1861.